# Godforsaken
Godforsaken – trzeci album studyjny polskiej grupy muzycznej Hedfirst. Wydawnictwo ukazało się 15 października 2007 roku nakładem wytwórni muzycznej Altart Music. Nagrania zostały zarejestrowane w czerwcu i lipcu 2006 roku w studiu Serakos we współpracy z Robertem i Magdaleną Srzednickimi. Gościnnie w nagraniach wzięła udział wokalistka Weronika Zbieg znana z występów w grupach Totem i Sceptic.

## Lista utworów
Opracowano na podstawie materiału źródłowego.
1. "The Undying Gospel" – 3:21
2. "A New Day" – 3:55
3. "From Dusk till Dawn" – 4:00
4. "Manipulation" ft. Weronika Zbieg – 4:16
5. "Falling into Pieces" – 1:07
6. "Life's Dogma" – 3:32
7. "Stubborn" – 2:53
8. "Hatred" – 5:41
9. "Fuck you" – 2:08
10. "The Blackest Tear" – 5:43
11. "Breath of this Nation" – 3:48
12. "Inner Demons" – 0:56
13. "Godforsaken" – 5:05

## Twórcy
Opracowano na podstawie materiału źródłowego.

- Przemysław "Bayer" Witkowski – wokal prowadzący
- Jakub Tomaszewski – gitara rytmiczna, gitara prowadząca
- Jan Fronczak – gitara rytmiczna, gitara prowadząca
- Przemysław Pisarski – gitara basowa
- Marcin "Dudzik" Dudzicki – perkusja
- Weronika Zbieg – gościnnie wokal
- Robert Srzednicki – realizacja nagrań
- Magdalena Srzednicka – realizacja nagrań